# Sydafrikas damlandslag i fotboll
Sydafrikas damlandslag i fotboll (engelska: South Africa women's national football team) representerar Sydafrika i fotboll på damsidan. Laget spelade sin första landskamp mot Swaziland den 30 maj 1993 i Johannesburg och vann med utklassningssifforna 14-0. Lagets smeknamn är Banyana Banyana ("girls girls"), då herrarna kallas "Bafana Bafana".
Laget har deltagit i två olympiska sommarspel (2012 i London och 2016 i Rio de Janeiro). En av nyckelspelarna i OS-kvalet till Rio de Janeiro var Jermaine Seoposenwe. Hon stod för fem mål på sex matcher i kvalet, bland annat det avgörande målet mot Ekvatorialguinea som tog landslaget till turneringen. Andra viktiga spelare för laget är Janine van Wyk, Noko Matlou, Amanda Dlamini och Mpumi Nyandeni som alla har spelat över 100 landskamper för Sydafrika.
Laget gjorde sin VM-debut 2019 i Frankrike och vann afrikanska mästerskapen 2022.

## Förbundskaptener
- Sandile Bali (1995)[6]
- Nomaluno Mooi (1998)[6]
- Fran Hilton-Smith (2000)[6]
- Greg Mashilo (2002–2004)[7]
- August Makalakalane (2006–2010)[8]
- Joseph Mkhonza (2010–2014)[9]
- Vera Pauw (2014–2016)[10]
- Desiree Ellis (2016–nuvarande)[11]

## Spelartrupp
Följande spelare ingår i spelartruppen i VM 2023 som spelas i Australien och Nya Zeeland.
- Matcher och mål är uppdaterade per den 19 juli 2023.

| Nr | Pos. | Namn                | Födelsedatum (ålder)      | Matcher | Mål |           | Klubb                  |
| -- | ---- | ------------------- | ------------------------- | ------- | --- | --------- | ---------------------- |
| 1  | MV   | Kaylin Swart        | 30 september 1994 (28 år) | 34      | 0   | Sydafrika | JVW                    |
| 2  | F    | Lebogang Ramalepe   | 3 december 1991 (31 år)   | 89      | 4   | Sydafrika | Mamelodi Sundowns      |
| 3  | F    | Bongeka Gamede      | 22 maj 1999 (24 år)       | 23      | 0   | Sydafrika | UWC                    |
| 4  | F    | Noko Matlou         | 30 september 1985 (37 år) | 167     | 66  | Spanien   | Eibar                  |
| 5  | F    | Fikile Magama       | 19 januari 2002 (21 år)   | 8       | 0   | Sydafrika | UWC                    |
| 6  | A    | Noxolo Cesane       | 11 oktober 2000 (22 år)   | 30      | 4   | Mexiko    | Tigres UANL            |
| 7  | F    | Karabo Dhlamini     | 18 september 2001 (21 år) | 22      | 1   | Sydafrika | Mamelodi Sundowns      |
| 8  | A    | Hildah Magaia       | 16 december 1994 (28 år)  | 28      | 18  | Sydkorea  | Sejong Sportstoto      |
| 9  | A    | Gabriela Salgado    | 20 februari 1998 (25 år)  | 28      | 7   | Sydafrika | JVW                    |
| 10 | MF   | Linda Motlhalo      | 1 juli 1998 (25 år)       | 66      | 18  | Skottland | Glasgow City           |
| 11 | A    | Thembi Kgatlana     | 2 maj 1996 (27 år)        | 69      | 2   | USA       | Racing Louisville      |
| 12 | A    | Jermaine Seoposenwe | 12 oktober 1993 (29 år)   | 92      | 20  | Mexiko    | Monterrey              |
| 13 | F    | Bambanani Mbane     | 12 mars 1990 (33 år)      | 79      | 4   | Sydafrika | Mamelodi Sundowns      |
| 14 | F    | Tiisetso Makhubela  | 24 april 1997 (26 år)     | 22      | 2   | Sydafrika | Mamelodi Sundowns      |
| 15 | MF   | Refiloe Jane        | 4 augusti 1992 (30 år)    | 133     | 16  | Italien   | Sassuolo               |
| 16 | MV   | Andile Dlamini      | 2 september 1992 (30 år)  | 69      | 0   | Sydafrika | Mamelodi Sundowns      |
| 17 | A    | Melinda Kgadiete    | 21 juli 1992 (30 år)      | 25      | 3   | Sydafrika | Mamelodi Sundowns      |
| 18 | MF   | Sibulele Holweni    | 28 april 2001 (22 år)     | 29      | 16  | Sydafrika | UWC                    |
| 19 | MF   | Kholosa Biyana      | 6 september 1994 (28 år)  | 37      | 2   | Sydafrika | UWC                    |
| 20 | MF   | Robyn Moodaly       | 16 juni 1994 (29 år)      | 41      | 2   | Sydafrika | JVW                    |
| 21 | MV   | Kebotseng Moletsane | 3 mars 1995 (28 år)       | 1       | 0   | Sydafrika | Royal AM               |
| 22 | MF   | Nomvula Kgoale      | 20 november 1995 (27 år)  | 19      | 5   | Sydafrika | TS Galaxy              |
| 23 | A    | Wendy Shongwe       | 18 januari 2003 (20 år)   | 0       | 0   | Sydafrika | University of Pretoria |